# Archidiecezja Turynu
Archidiecezja Turynu – archidiecezja Kościoła rzymskokatolickiego we Włoszech, a ściślej w Piemoncie. Została erygowana jako diecezja w IV wieku. Do rangi archidiecezji została podniesiona w 1515 roku. Tradycyjnie arcybiskup metropolita tej archidiecezji otrzymywał kreację kardynalską.